# Dorchester, Ontario
Dorchester är en ort i Kanada.   Den ligger i provinsen Ontario, i den sydöstra delen av landet, 500 km sydväst om huvudstaden Ottawa. Dorchester ligger 260 meter över havet och antalet invånare är 9 329.
Terrängen runt Dorchester är platt. Runt Dorchester är det ganska glesbefolkat, med 42 invånare per kvadratkilometer.. Närmaste större samhälle är London, 13,5 km väster om Dorchester. 
Trakten runt Dorchester består till största delen av jordbruksmark.